# Bogați
Bogați is een Roemeense gemeente in het district Argeș.
Bogați telt 4681 inwoners.